# Catedral de Brujas
La catedral de San Salvador (en neerlandés: Sint Salvatorskathedraal), construida entre los siglos XIII-XIV, es la iglesia más antigua de Brujas. Primero parroquia, se convirtió en la sede de la diócesis de Brujas a principios del siglo XIX, después de la destrucción de la antigua catedral de San Donaciano durante la ocupación francesa de 1799. Está dedicada a Cristo Salvador.

## Historia

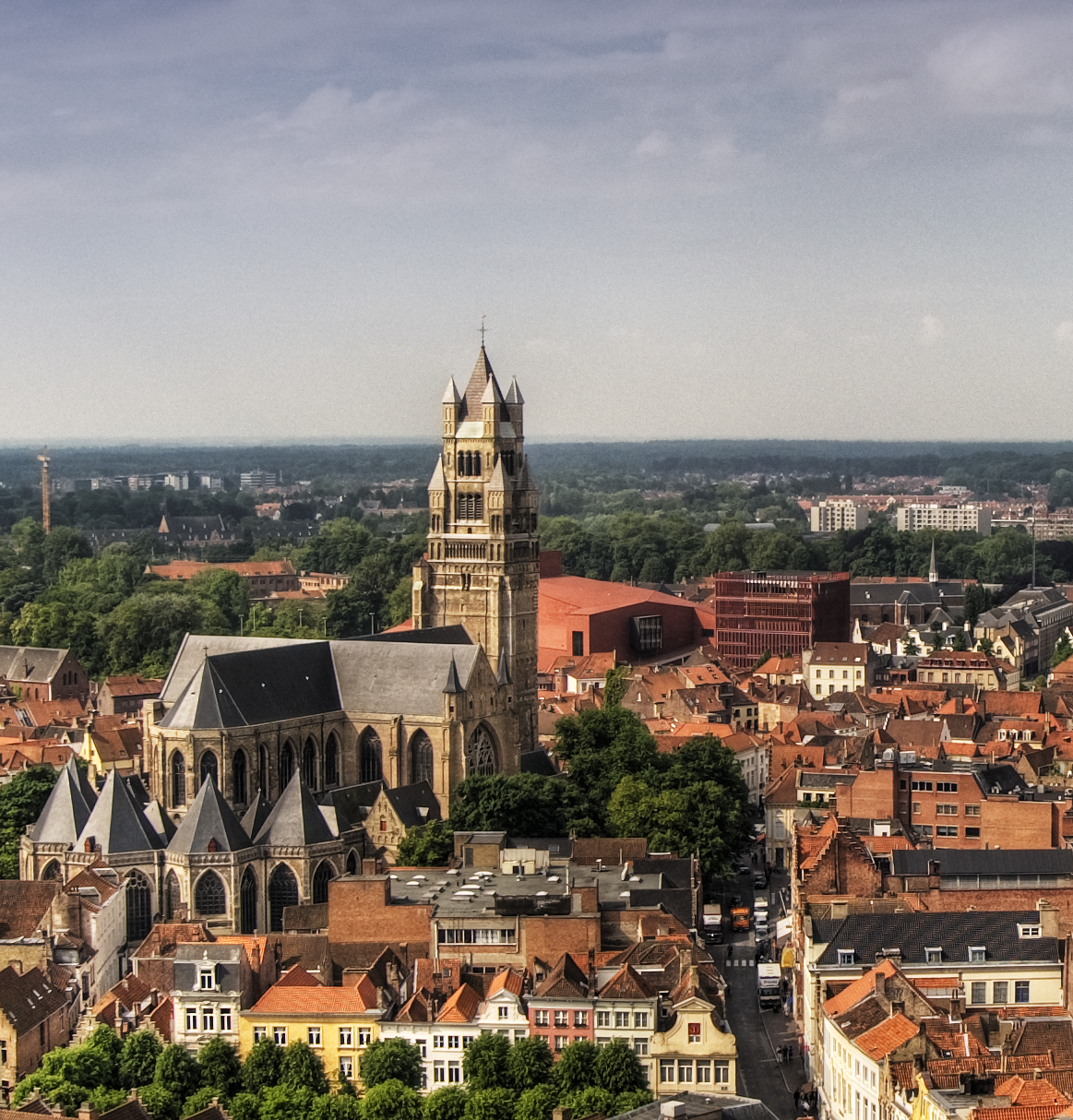
La catedral vista desde el beffroi de Brujas.

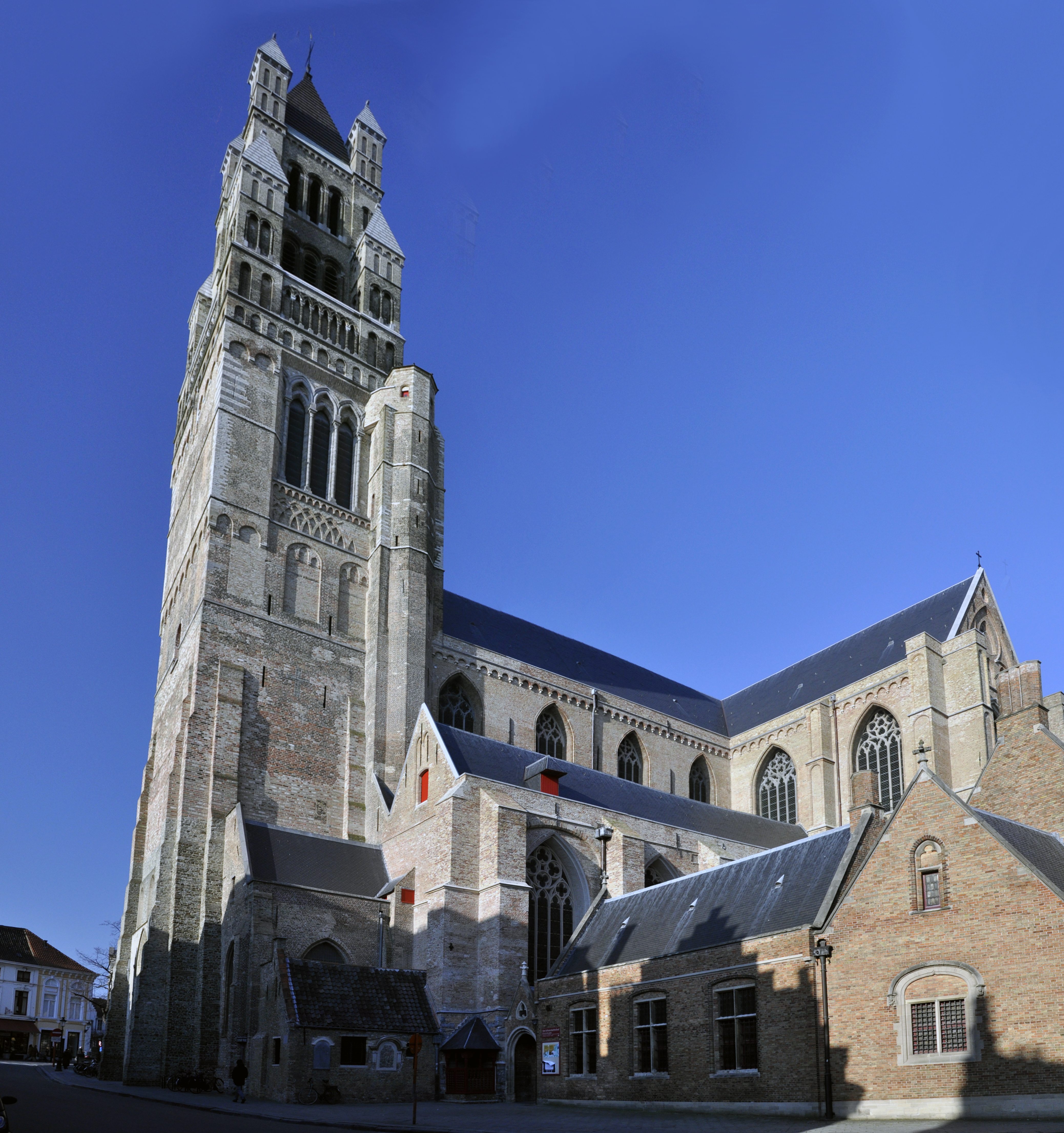
Vista de la poderosa torre románica-gótica de 99 metros

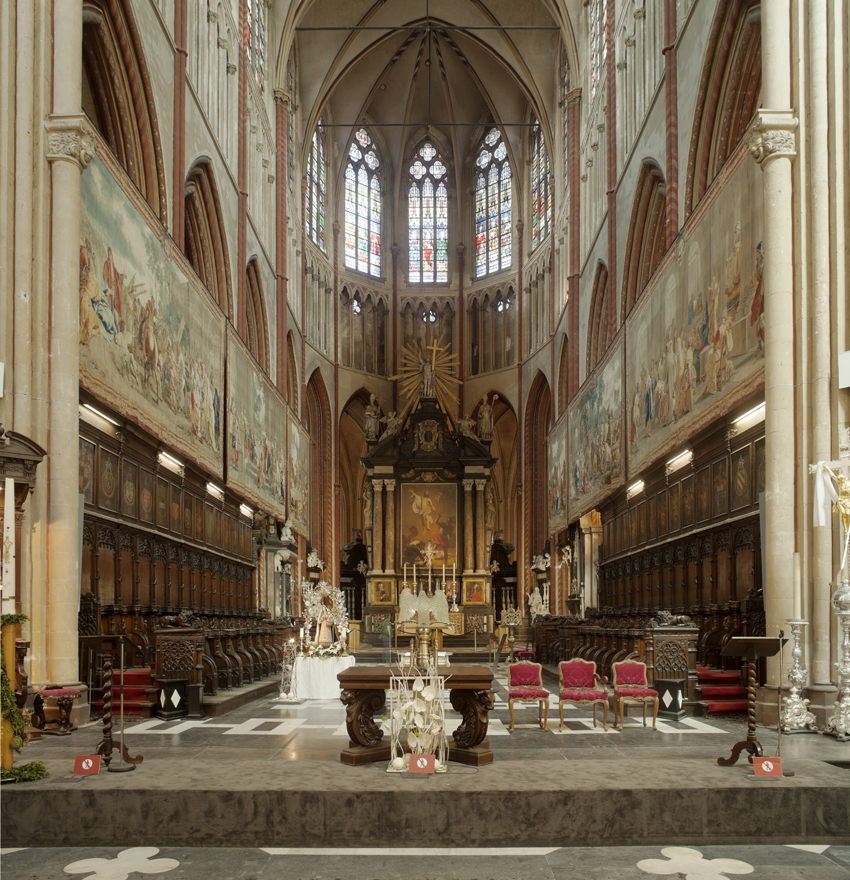
El coro

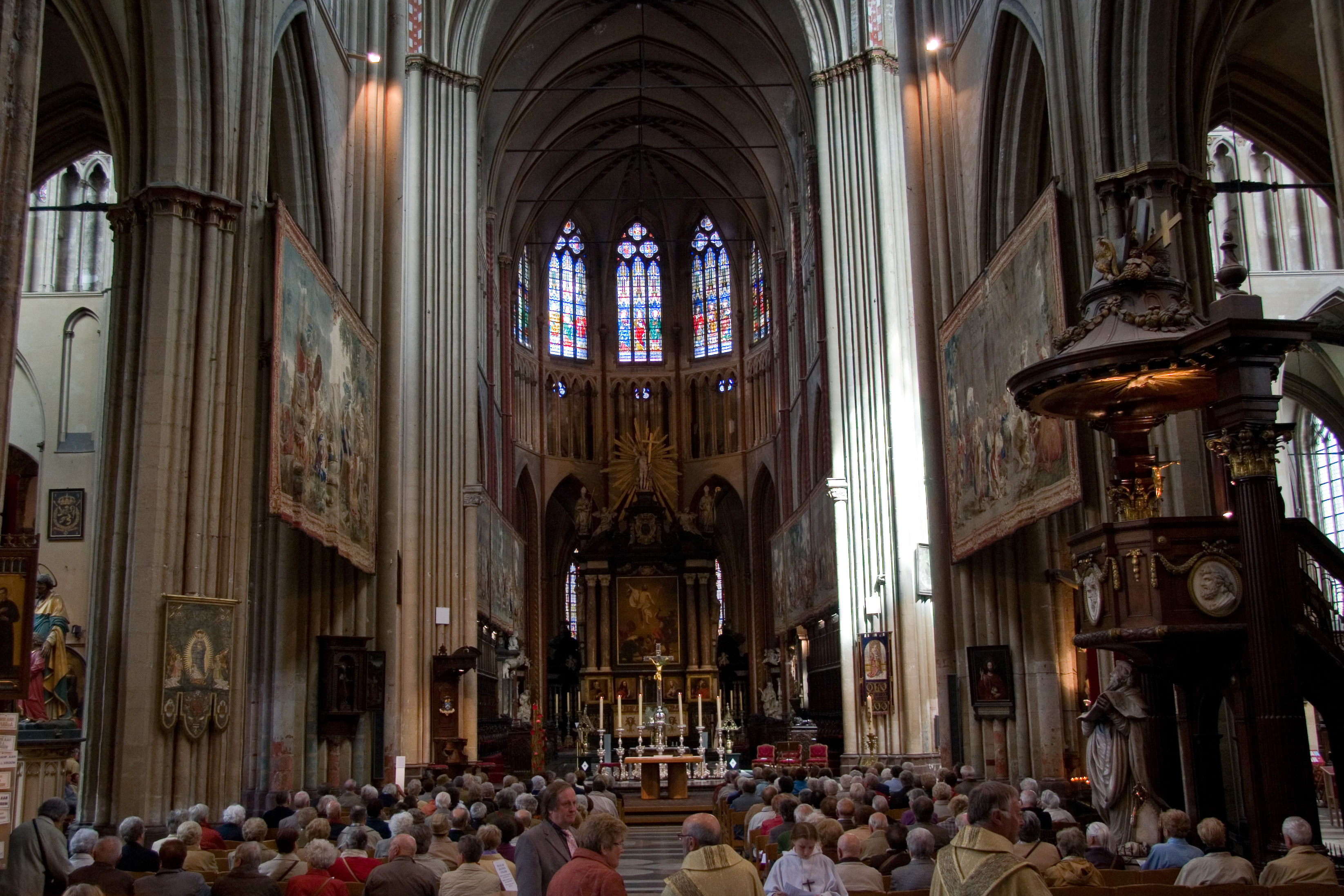
Nave de la catedral

La catedral de San Salvador, la principal iglesia de la ciudad, es uno de los pocos edificios de Brujas que han sobrevivido al tiempo sin daños. No obstante, ha sufrido modificaciones y renovaciones. Esta iglesia no se construyó en principio para ser catedral, sino que se le concedió este rango en el siglo XIX. Desde la primera construcción en el siglo X, San Salvador fue una iglesia parroquial. En esa época, la catedral de San Donaciano, ubicada en pleno centro de Brujas, frente al ayuntamiento, era el edificio religioso más importante de la ciudad.
El primer edificio en este lugar fue la antigua Sint-Elooiskapel,  la capilla de San Eloy de Noyon, construida alrededor de 646. Alrededor del siglo IX fue sustituida por una iglesia; que más tarde se convirtió en parroquia en 1089. En 1116 un incendio destruyó el edificio y en 1127 y se inició la construcción de una nueva iglesia más grande en estilo románico. Un nuevo fuego también la destruyó en 1166; solamente se salvó la torre.
En 1250 se emprendió la construcción de la iglesia actual, que duró alrededor de un siglo. Fue construida a partir del coro en un temprano estilo gótico, influida fuertemente por la catedral de Tournai y luego por el gótico francés. Fue la primera iglesia gótica de ladrillo construida en Bélgica.
Un nuevo incendio, que estalló en 1358, impuso trabajos de restauración urgentes. En 1478, los caballeros de la Orden del Toisón de Oro se reunieron en la iglesia de San Salvador tras la muerte de Carlos el Temerario para elegir a su sucesor. Entre 1480 y 1550 se emprendieron nuevas obras de ampliación; el arquitecto Jan van den Poele erigió el nuevo coro de acuerdo a los cánones del ya establecido gótico brabantino, al que añadió el deambulatorio y las cinco capillas radiantes.
Con la ocupación francesa de 1799 y el posterior concordato de 1801, la diócesis de Brujas fue fusionada con la de Gante y la vieja catedral de San Donaciano situada en frente del Ayuntamiento, fue demolida. En 1834, poco después de la independencia de Bélgica en 1830, se nombró un nuevo obispo de Brujas, y la iglesia de San Salvador obtuvo el estatus de catedral. No obstante, la imagen exterior del edificio no parecía la de una catedral: era más pequeña y mucho menos imponente que la cercana iglesia de Nuestra Señora, por lo que tuvo que adaptarse a su nuevo cometido. La construcción de una gran torre fue una de las opciones viables.
El arquitecto de la ciudad Karel Verschelde propuso un importante proyecto de ampliación, que incluía la demolición de la torre de estilo románico-gótico de la fachada y de la parte más antigua del edificio, que pertenecía a la iglesia románica de 1127 a 1166, para estirar el piedecruz. El proyecto no fue aceptado, pero se añadió la nave lateral derecha y en 1837 también un nuevo capítulo.
En 1839, el techo de la catedral se hundió a causa de un nuevo incendio. La restauración de San Salvador se encargó a Robert Chantrell, un arquitecto inglés célebre por sus restauraciones neogóticas en varias iglesias de su país. Al mismo tiempo se le autorizó a proyectar una torre más alta (entonces tenía 80 m) para elevar su altura por encima de la torre de Nuestra Señora. La parte más antigua, que data del siglo XII, sirvió de apoyo a la nueva torre. En lugar de construir la nueva torre en estilo neogótico, Chantrell eligió un diseño neorrománico muy personal. Las obras se realizaron en 1843-1846 y tras su finalización, la torre recibió numerosas críticas. La Comisión Real de los Monumentos colocó una pequeña aguja en lo alto, ya que el diseño original se consideró demasiado plano, alcanzando los 99 m actuales.
Otros trabajos, especialmente dirigidos a la decoración interior, se llevaron a cabo en 1874-1875 en estilo neogótico, dirigidos por el arquitecto Jean-Baptiste Béthune. Se aprovecharon el mobiliario y obras de la antigua catedral demolida.

## Patrimonio

### En la iglesia

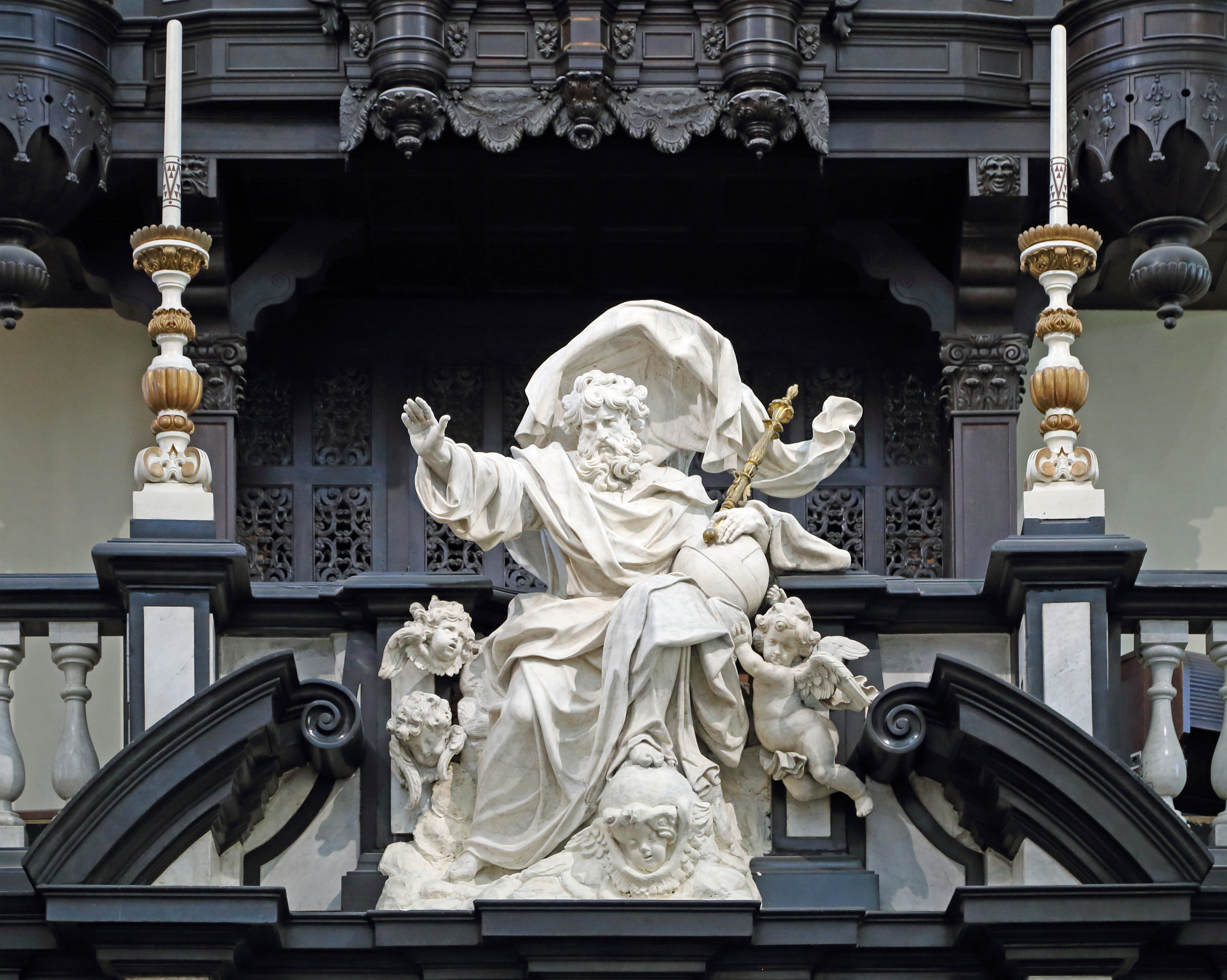
Estatua de Dios Padre por Artus Quellinus el Joven.

Aun habiendo sufrido varios incendios, la catedral de San Salvador conserva numerosas obras de arte: 
- Seis tapices de Bruselas de 1731 adornan la nave sobre los cuarenta y ocho sitiales góticos (de 1430) situados en el coro.
- Urna relicario en plata de San Eloy de Noyon del siglo XVII.
- La urna relicario de Carlos el Bueno, situada ante el altar, elaborada por Jean-Baptiste Béthune en 1883, y rodeada por los mausoleos en mármol blanco y negro de los obispos Hendrik-Jozef van Susteren y Jean-Baptiste de Castillon. Estas tumbas son obra de Henri Pulinx, fueron realizadas en el siglo XVII, y provienen de la antigua catedral.
- El altar en mármol de 1636 está presidido por una pintura de la resurrección de Cristo.
- En el transepto se exponen varios cartones de tapices pintados por Jean van Orley (1665-1735).
- El coro alto (1679) está coronado por una estatua de Dios Padre ejecutada en 1682 por Artus Quellinus el Joven, atribuida en ocasiones a su hijo Arnold Quellin.

### En el tesoro de la catedral
El tesoro, instalado en el edificio del capítulo, está formado esencialmente de pinturas, muchas de ellas de Dirk Bouts, y alberga obras de arte procedentes de la desaparecida catedral de San Donaciano y de antiguos conventos de Brujas.
- «El calvario de los curtidores», anónimo (ca. 1420).
- «Crucifixión con donante», anónimo  (mediados del siglo XV).
- «El martirio de San Hipólito», de Dirk Bouts y Hugo van der Goes  (ca. 1475).
- «Tríptico de la Última Cena», de Pieter Pourbus (ca. 1559).

### El gran órgano
El órgano fue construido entre 1717 y 1719 por el organero Jacobus Van Eynde. En 1935, con el fin de permitir una mayor ampliación, el organero Klais de Bonn traslada el órgano a la tribuna de la nave. Se añaden dos imponentes torretas al cuerpo del órgano y se sustituye la consola. En 1988, los organeros Frans Loncke & fils, de Zarren, efectúan una revisión y una extensión del órgano. En la actualidad, del mantenimiento del órgano se encargan los organeros Paul Andriessen & Anneessens. El instrumento se compone de 60 juegos, tres teclados manuales y uno de pedales.
El órgano se utiliza en los servicios religiosos y en los Kathedraalconcerten, una serie de conciertos que se iniciaron en 1952.

### Galería de imágenes

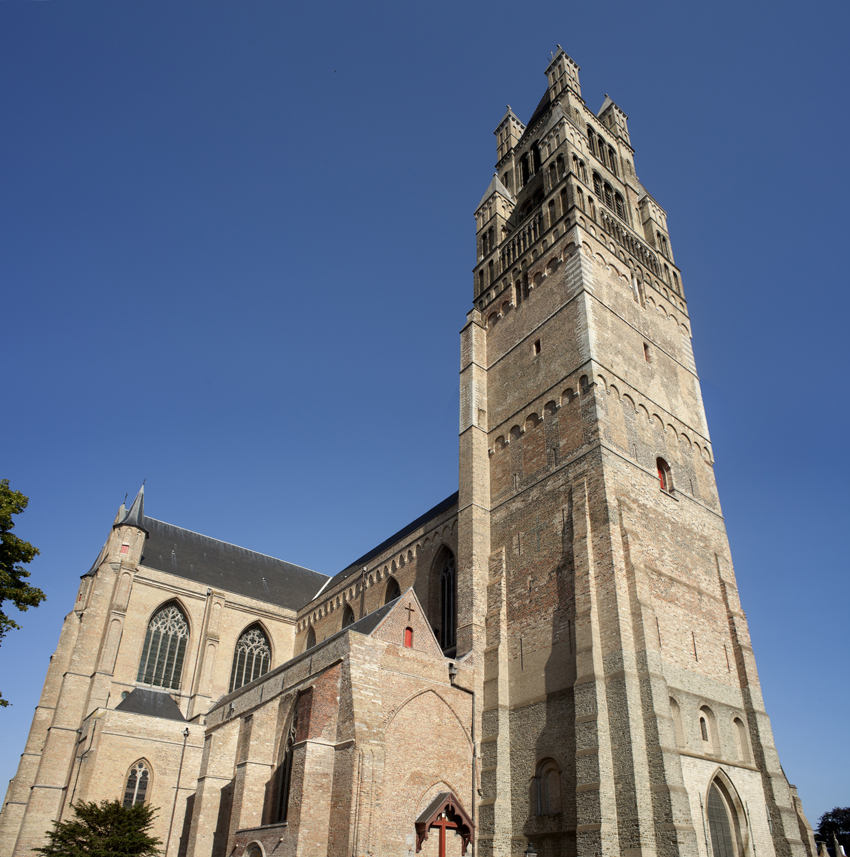
La torre-nartex
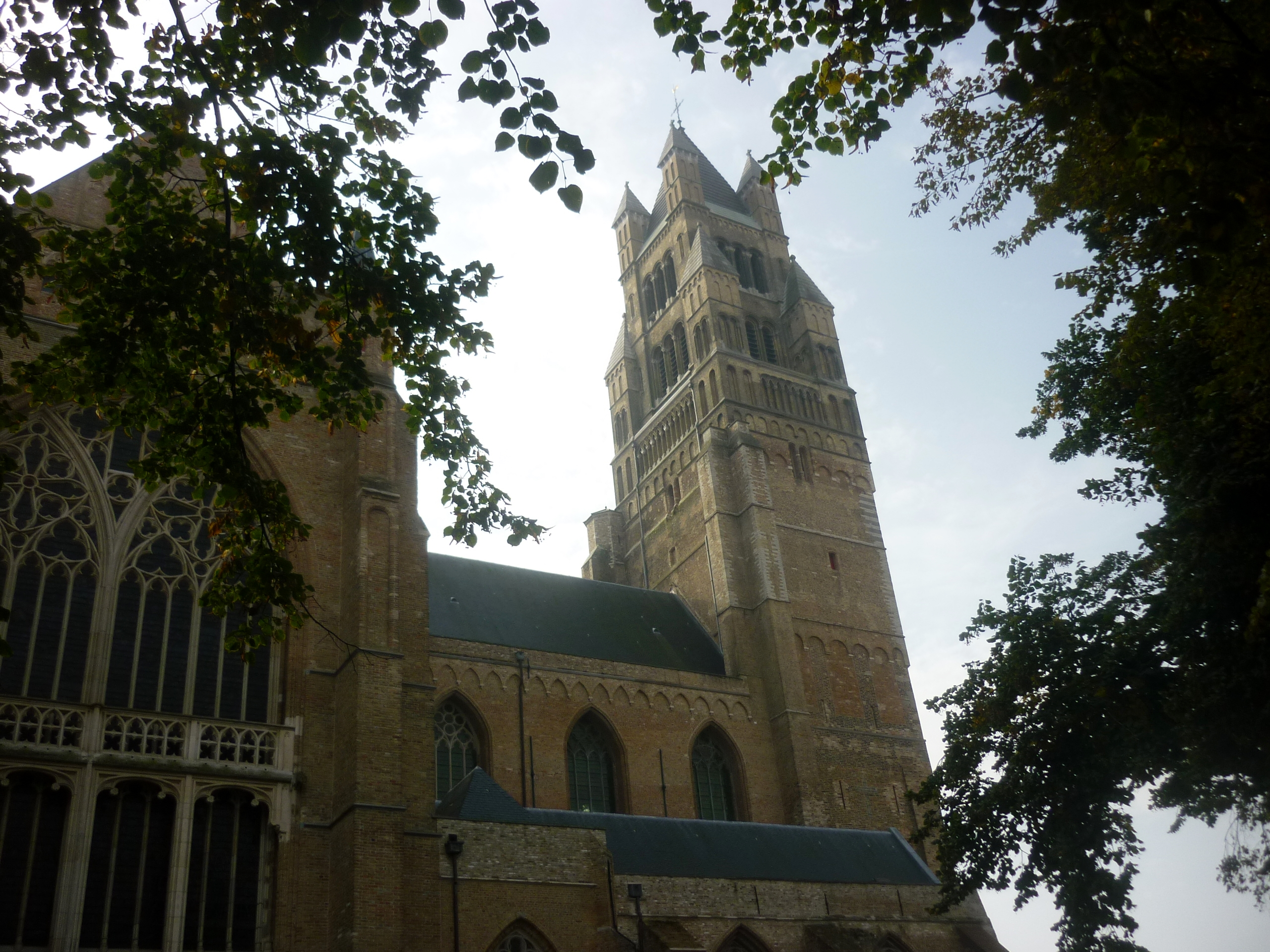
Vista lateral, con la fachada del transepto
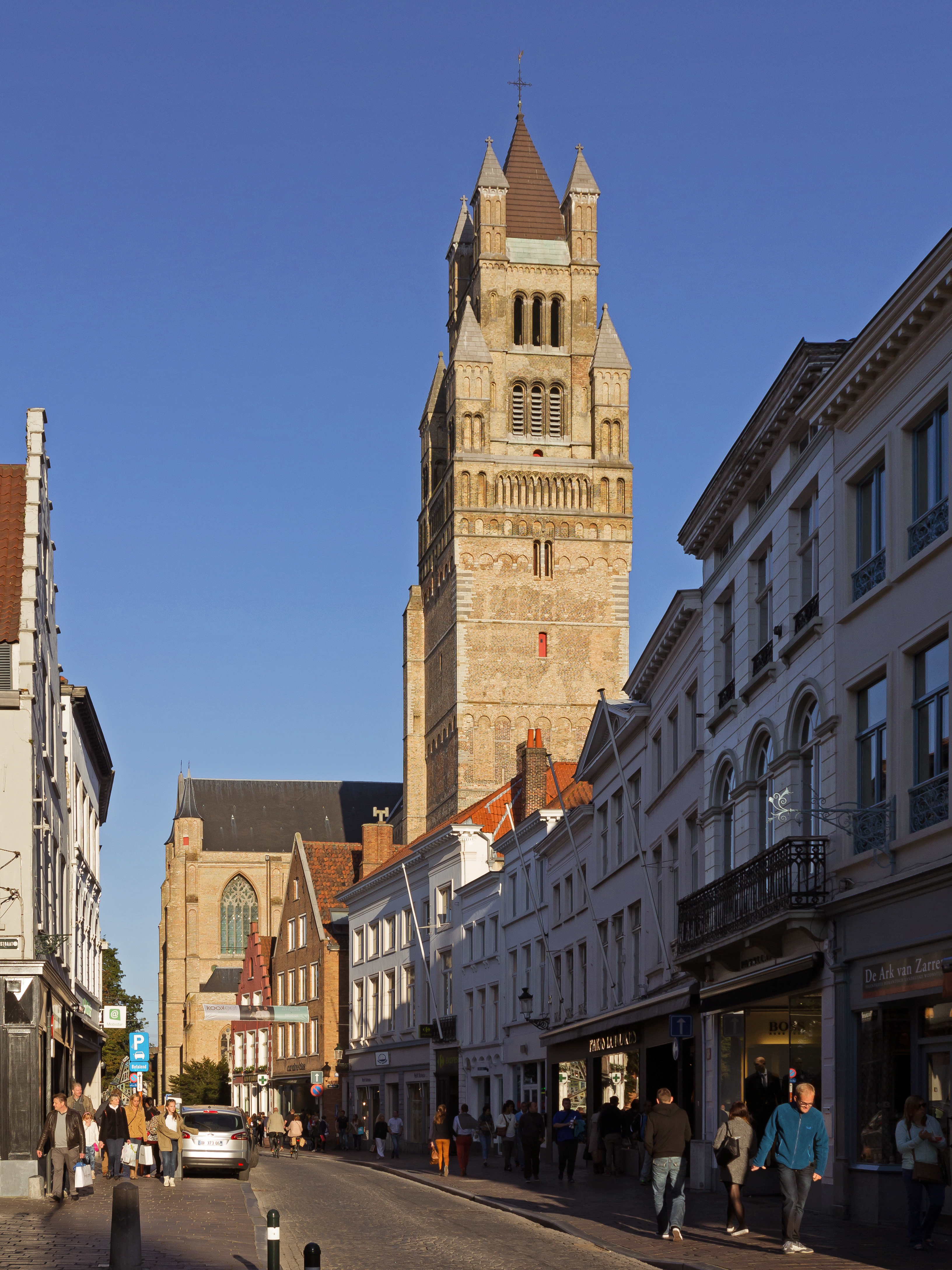
Desde calle Zuidzand
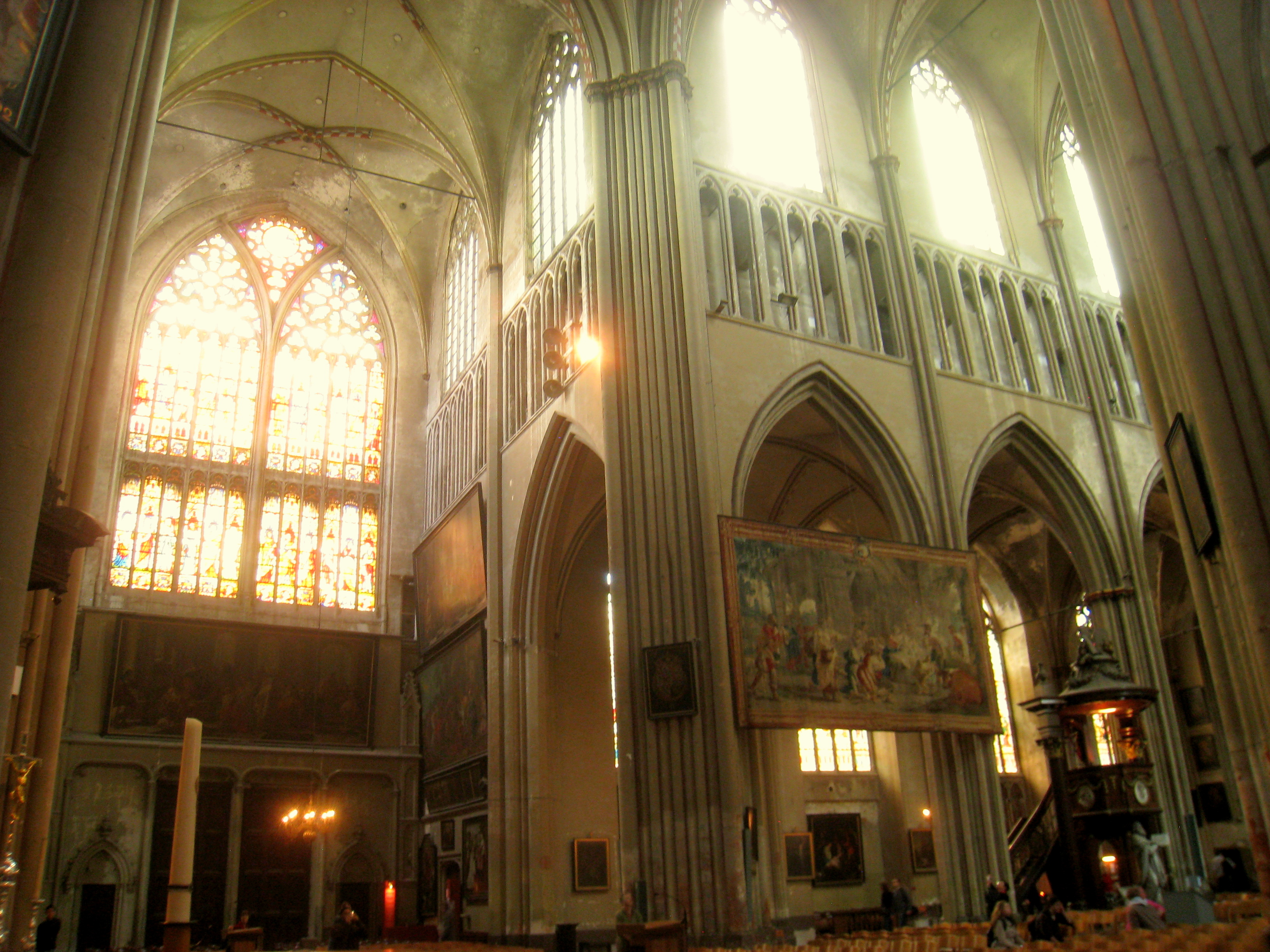
El transepto
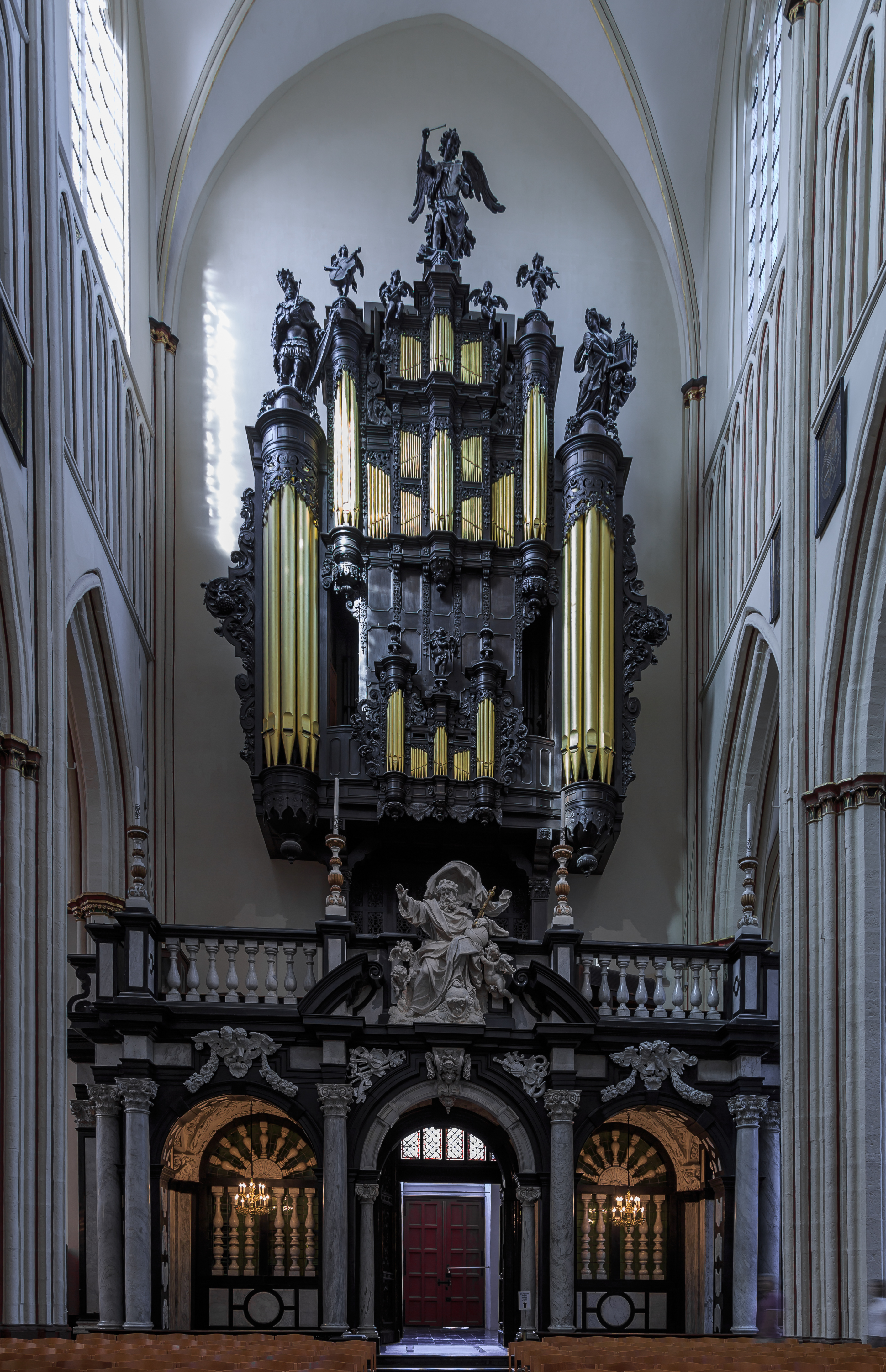
El órgano, en la nave restaurada